# Saładdin Kiazimow
Saładdin Isajewicz Kiazimow (ros. Салахаддин Иса оглы Кязимов; ur. 22 grudnia 1920 we wsi Kass w rejonie Zaqatala, zm. 2 lipca 1978 w Baku) – radziecki wojskowy, kapitan Armii Czerwonej, generał major milicji, Bohater Związku Radzieckiego (1943).

## Życiorys
Pochodził z cachurskiej rodziny nauczycielskiej. Ukończył studia na Wydziale Fizyczno-Matematycznym Azerbejdżańskiego Instytutu Pedagogicznego w Baku, od 1941 służył w Armii Czerwonej. W 1942 skończył przyśpieszony kurs szkoły artylerii w Tbilisi, od 1943 należał do WKP(b), od kwietnia 1942 uczestniczył w wojnie z Niemcami. Brał udział w bitwie pod Kurskiem, po której został odznaczony za waleczność. Później uczestniczył w forsowaniu Desny, Dniepru i Prypeci w nocy na 22 września 1943 w rejonie czernihowskim, gdzie jako dowódca baterii 62 pułku artylerii 8 Dywizji Piechoty 13 Armii Frontu Centralnego zniszczył stanowiska ogniowe przeciwnika i umożliwił wykonanie zadanie bojowego. Następnego dnia z baterią przeprawił się przez Dniepr i brał udział w walkach o przyczółek w rejonie wsi Wierchnije Żary w rejonie brahińskim. Na początku 1944 został dowódcą dywizjonu, brał udział w walkach w Polsce i Czechosłowacji. Ostatniego dna wojny, 9 maja 1945 został ranny w rejonie Pragi i trafił do szpitala. Po wojnie służył w Wojska Wewnętrznych podległych MWD, w latach 1956–1960 był szefem sztabu dywizji ochrony konwojowej Wojsk Wewnętrznych MWD, otrzymał stopień generała majora milicji. Został zastępcą ministra spraw wewnętrznych Azerbejdżańskiej SRR. 2 lipca 1978 podczas wykonywania obowiązków służbowych został zastrzelony wraz z ministrem spraw wewnętrznych Azerbejdżańskiej SRR Arifem Heydarovem (w jego gabinecie) i innym pracownikiem MWD tej republiki.

## Odznaczenia
- Złota Gwiazda Bohatera Związku Radzieckiego (16 października 1943)
- Order Lenina (16 października 1943)
- Order Czerwonego Sztandaru (14 maja 1943)
- Order Aleksandra Newskiego (10 czerwca 1945)
- Order Czerwonej Gwiazdy (30 grudnia 1956)
- Medal „Za zasługi bojowe”
- Medal jubileuszowy „W upamiętnieniu 100-lecia urodzin Władimira Iljicza Lenina”
- Medal „Za zwycięstwo nad Niemcami w Wielkiej Wojnie Ojczyźnianej 1941–1945”
- Medal „Za obronę Moskwy”
- Medal „Za wyzwolenie Warszawy”
- Medal „Za wyzwolenie Pragi”
- Medal „Za zdobycie Berlina”